# Phaonia jamaicensis
Phaonia jamaicensis är en tvåvingeart som beskrevs av Barros de Carvalho 1983. Phaonia jamaicensis ingår i släktet Phaonia och familjen husflugor.
Artens utbredningsområde är Jamaica. Inga underarter finns listade i Catalogue of Life.